# Edgard Navarro
Edgard Navarro (Salvador, 12 de outubro de 1949) é um cineasta brasileiro. Tem vasta experiência em curtas, tendo realizado o renomado SuperOutro, em 1989. O filme configurou parte da lista de 100 melhores filmes brasileiros de todos os tempos, organizada pela Abraccine, sendo um dos poucos projetos fora do formato de longa-metragem a serem citados na lista. Estreou seu primeiro longa, Eu Me Lembro, em 2005.
Formado em engenharia civil, iniciou-se no cinema em 1976, realizando curtas-metragens em Super-8. O “cinema possível” de Edgard Navarro nasce de influências da contracultura e do tropicalismo dos anos 1970.

## Biografia
Estreou no formato 35 mm com o curta Porta de Fogo (1985), sendo premiado Melhor Curta no Festival de Brasília. Em 1986, fez uma lançou o curta Lin e Katazan, que levou mais uma vez o Candango de Melhor Curta, assim como Melhor Montagem e Melhor Ator.
Em 1989, dirigiu o média-metragem SuperOutro. O filme recebeu os prêmios de Melhor Filme, Melhor Direção e Melhor Ator no Festival de Gramado, além de ter sido selecionado para os festivais como os de Festival de Havana e Festival de Cinema de Nova York. Seus curtas SuperOutro e O Rei do Cagaço foram citados na lista de 100 melhores curtas brasileiros de todos os tempos, pela Abraccine.
Voltou ao cinema em 2005, com o longa Eu Me Lembro, mais uma vez premiado no Festival de Brasília. Em 2011, lançou o seu segundo longa-metragem, O Homem Que Não Dormia, no Festival de Brasília. Posteriormente, realizou seu terceiro longa, Abaixo a Gravidade, que foi o filme de encerramento do Festival de Brasília em 2017.

## Filmografia
- Alice no País das Mil Novilhas (1976, curta-metragem)
- O Rei do Cagaço (1977, curta-metragem)
- Exposed (1978, curta-metragem)
- Na Bahia Ninguém Fica em Pé (1980, curta-metragem)
- Lin e Katazan (1986, curta-metragem)
- SuperOutro (1989, média-metragem)
- Eu Me Lembro (2005, longa-metragem)
- O Homem Que Não Dormia (2011, longa-metragem)
- Abaixo a Gravidade (2017, longa-metragem)